# Campeonato Gaúcho de Futebol de 1986 - Série A
O Campeonato Gaúcho de Futebol de 1986, foi a 66ª edição da competição no Estado do Rio Grande do Sul. Participaram da disputa 14 clubes, as equipes jogaram entre si em turno e returno. A competição teve seu início em 12 de fevereiro e o término em 20 de julho de 1986. O campeão deste ano foi o Grêmio.

## Participantes
| - Brasil-PE (Pelotas)33ª - Caxias (Caxias do Sul)25ª - Esportivo (Bento Gonçalves)16ª - Grêmio (Porto Alegre)44ª - Internacional (Porto Alegre)42ª - Inter-SM (Santa Maria) 20ª - Juventude (Caxias do Sul)24ª - Novo Hamburgo (Novo Hamburgo)42ª - Pelotas (Pelotas)30ª - Santa Cruz -RS (Santa Cruz do Sul)17ª - São Borja (São Borja)12ª - São Paulo (Rio Grande) 15ª - Aimoré (São Leopoldo)19ª (Rebaixado) - Bagé (Bagé) 22ª (Rebaixado) |

Nota:Passaram para fase final:
- Grêmio - Campeão do Turno
- Internacional - Campeão do Returno
- Juventude e Novo Hamburgo os dois melhores na classificação geral.

## Quadrangular Final
- Classificação

1º Grêmio 11 pg
2º Internacional 8 pg
3º Juventude 5 pg
4º Novo Hamburgo 2 pg
PG: Pontos Ganhos

## Campeão
| Campeonato Gaúcho de Futebol 1986             |
| --------------------------------------------- |
| Grêmio Foot-Ball Porto Alegrense (24º título) |

## Artilheiro
- Balalo (Internacional) 14 gols

## Segunda Divisão
Campeão:Passo Fundo
2º lugar:Lajeadense